# Abraham Coronado
Abraham Coronado Tafoya (ur. 28 lutego 1992 w Ocotlán) – meksykański piłkarz występujący na pozycji prawego pomocnika, obecnie zawodnik Tepic.

## Kariera klubowa
Coronado jest wychowankiem akademii juniorskiej klubu Chivas de Guadalajara, do którego pierwszej drużyny został włączony jako osiemnastolatek przez szkoleniowca José Luisa Reala. W meksykańskiej Primera División zadebiutował 13 marca 2010 w zremisowanym 0:0 spotkaniu z Pumas UNAM i w tym samym roku dotarł do finału najbardziej prestiżowych rozgrywek południowoamerykańskiego kontynentu – Copa Libertadores, jednak przez kolejne miesiące pełnił wyłącznie rolę głębokiego rezerwowego, sporadycznie pojawiając się na ligowych boiskach. Wobec tego w lipcu 2011 udał się na wypożyczenie do drugoligowego CD Irapuato, gdzie spędził pół roku – również jako rezerwowy – a po powrocie do Chivas zaczął notować regularniejsze występy, a 28 kwietnia 2013 w przegranej 1:2 konfrontacji z Querétaro strzelił swojego pierwszego gola w lidze, lecz wciąż nie potrafił sobie wywalczyć miejsca w wyjściowym składzie. Po upływie dwóch i pół roku został wypożyczony po raz kolejny, tym razem do drugoligowego zespołu partnerskiego – Deportivo Tepic, w którego barwach spędził sześć miesięcy, docierając do finału rozgrywek Ascenso MX.
Wiosną 2015 Coronado na zasadzie wypożyczenia zasilił grający w najwyższej klasie rozgrywkowej zespół Deportivo Toluca, gdzie grał przez pół roku jako głęboki rezerwowy, po czym został wypożyczony do drugoligowego Club Necaxa z siedzibą w Aguascalientes. Tam również występował przez kolejne sześć miesięcy, notując sporadyczne występy, zaś w styczniu 2016 po raz kolejny – również na zasadzie wypożyczenia – przeniósł się do drugoligowego Deportivo Tepic.
| Sezon     | Klub                  | Kraj   | Rozgrywki  | Mecze | Bramki |
| --------- | --------------------- | ------ | ---------- | ----- | ------ |
| 2009/2010 | Chivas de Guadalajara | Meksyk | Liga MX    | 4     | 0      |
| 2010/2011 | Chivas de Guadalajara | Meksyk | Liga MX    | 0     | 0      |
| 2011/2012 | CD Irapuato           | Meksyk | Ascenso MX | 11    | 0      |
| 2011/2012 | Chivas de Guadalajara | Meksyk | Liga MX    | 0     | 0      |
| 2012/2013 | Chivas de Guadalajara | Meksyk | Liga MX    | 8     | 1      |
| 2013/2014 | Chivas de Guadalajara | Meksyk | Liga MX    | 14    | 0      |
| 2014/2015 | Deportivo Tepic       | Meksyk | Ascenso MX | 12    | 1      |
| 2014/2015 | Deportivo Toluca      | Meksyk | Liga MX    | 2     | 0      |
| 2015/2016 | Club Necaxa           | Meksyk | Ascenso MX | 4     | 0      |
| 2015/2016 | Deportivo Tepic       | Meksyk | Ascenso MX |       |        |

## Kariera reprezentacyjna
W 2009 roku Coronado został powołany przez trenera José Luisa Gonzáleza Chinę do reprezentacji Meksyku U-17 na Mistrzostwa Ameryki Północnej U-17. Tam wystąpił w dwóch z trzech spotkań (we wszystkich w wyjściowym składzie), zaś jego zespół, pełniący wówczas rolę gospodarzy, z kompletem zwycięstw ukończył turniej na pierwszym miejscu w grupie; faza pucharowa rozgrywek została odwołana ze względu na wybuch epidemii świńskiej grypy w Meksyku. Kilka miesięcy później znalazł się w składzie na Mistrzostwa Świata U-17 w Nigerii, gdzie również miał pewne miejsce w wyjściowym składzie i rozegrał trzy z czterech możliwych meczów (z czego wszystkie w pierwszej jedenastce), natomiast Meksykanie odpadli wówczas z juniorskiego mundialu w 1/8 finału, ulegając po serii rzutów karnych Korei Płd. (1:1, 3:5 k).